# Layton del Oeste
West Layton o Layton del Oeste (en español) es un pueblo y parroquia civil en el distrito de Richmondshire en Yorkshire del Norte, Inglaterra, cerca de la frontera con el condado de Durham y a unas pocas millas al oeste de Darlington. 

## Historia
El pueblo es mencionado en el Libro Domesday como perteneciente al conde Alan, y con una población de 16 habitantes, un prado de 12 acres (4,9 ha), una pescadería y dos iglesias. Anteriormente en el hundred de Gilling West y la parroquia de Hutton Magna, el pueblo está ahora en Richmondshire en Yorkshire del Norte. El nombre de Layton está históricamente registrado como Laston, Lastun y Latton, y significa el pueblo donde se cultiva el puerro (en inglés, town where the leeks are grown).
La población de la parroquia civil registrada en el censo de 2011 era de menos de 100 habitantes. Los detalles están incluidos con la parroquia de Layton del Este. En 2015, el Consejo del Condado de Yorkshire del Norte estimó que la población del pueblo era de 40 habitantes.